# Mondatmegértés
A mondatértés az a folyamat, ahogyan a szavakat szószerkezetekké kapcsoljuk össze, a szerkezetekhez pedig mondattani funkciót rendelünk. Ezeket a szerkezeteket szemantikailag is értelmezzük. A mondatmegértés alapkérdései közé tartozik a szintagmák elrendezése, a tematikus szerepek és a funkcionális kategóriák megtalálása és az, hogy a bemenethez miként kapcsolódik a mondatszerkezet. 

## A megértés
A megértést három felfogás szerint tanulmányozta eddig a pszicholingvisztika. A három irányvonal az interakciós, a moduláris és a konnekcionalista modellekkel írható le. A mondatmegértéshez jobban kapcsolódik az a dichotómia, amely a holisztikus és a lokális felfogás különbségén alapszik. A holisztikus az elemzést helyezi előtérbe, s úgy gondolja, a megértés nagyobb tömbökben és szakaszokban történik. Ezzel szemben a lokális felfogás hívei a folyamatok közben jelentkező döntési folyamatokat elemzik – ilyenek például a mondatrészek differenciálása.

## Dichotómiák
Sok mindenben nincs közmegegyezés a mondatfeldolgozás terén. Vannak, akik a szintaxist helyezik a feldolgozás előterébe, mint például Chomsky. Szerinte a jelentést a mondat szerkezete határozza meg és nem fordítva. Többen, mint például Lakoff, Montague vagy Langacker, inkább a szemantikát helyezik előtérbe a szerkezettel szemben. Gósy Mária szerint az elemzések (azaz a grammatikai- és a szemantikai elemzés) egyidőben, egymással párhuzamosan zajlanak. Ezek egymást erősítik és együtt járulnak hozzá a végcélhoz, azaz a mondat megértéséhez. Pléh Csaba szerint először a mondat felszíni szerkezetét, közvetlen összetevős elemzését számítjuk ki, időben később pedig a szemantikai értelmezést megalapozó szintaktikai mélyszerkezetet. 
Kétféleképp magyarázzák azt is, hogyan használja fel a lexikai egységeket és az azokban rejlő szintaktikai és szemantikai információkat a nyelvi feldolgozó rendszer. A szerkezetvezérelt hipotézis szerint két szinten történik a feldolgozás. Először az olvasó csak azonosítja a szerkezetet, majd pedig kijelöli annak tematikus szerepét vagy szerepeit. A másik felfogás a lexikonvezérelt feldolgozás elmélete. Eszerint a mondat elemzőjét a lexikai információk irányítják, ezek közül is az ige argumentumszerkezete a domináns. A magyar azonban agglutináló nyelv, s mint ilyen, gazdag morfológiájú. Az ilyen nyelveknél a  toldalékoknak jut elsődleges figyelem, ezt követi a szórend, majd az egyeztetés. A toldalékok felismerése valószínűsíthetően egy időben megy végbe a szótő azonosításával.
A toldalékoló nyelvek sok szóelemet helyeznek egymás mellé, így a szóalakok jóval hosszabbak, mint más, például izoláló nyelveknél. Az angolban például könnyebb dekódolni a szóegészeket, mint például a finnben vagy a magyarban. Ennek egy másik oka az is, hogy a szótövek ritkán állandóak, s a tőrendszer összetettsége megváltoztatja a szó optikai képét, s így új szövegkörnyezetben a gyors felismerés jóval bonyolultabb. 

## Megértési stratégiák
A morfológia és a toldalékok kiinduló szerepét igazolja Thomas Bever megértési stratégia fogalma. Eszerint egy mondat megértése során „rövidre záró stratégiákat” alkalmazunk, melyek a mondat jól azonosítható felszíni jegyeit közvetlenül az alapvető mondattani és szemantikai viszonyokra vetítik le. A gyakorlatban ezek a stratégiák segítenek például abban, hogy a mondat tárgyát azonosítsuk. Ha a mondatban egy szó főnév és t-re végződik, akkor azt automatikusan tárgyként kezeljük. Ez azonban nem állja meg mindig a helyét, hiszen egyetlen funkcióra több stratégia is érvényesülhet. Alanynak vehetjük ugyanis azt a mondatbeli elemet, amely a mondat elején áll, és szófaja főnév, de azt is, ami főnév és nincsen ragja. Végezetül pedig az is nehezíti ezen stratégiák alkalmazását, hogy ezek csak valószínűségi alapon működnek, s könnyen felülbírálhatók. Például a  Józsi szereti lányod mondatban mindkét főnév betölthetné az alany szerepét. A magyarban különösen fontos az alaktan, azaz a főnévi csoportok végződése. 
A mondatok feldolgozásakor szószerkezeti és állítmányfüggvényi viszonyokat is felismerünk. Ha a mondat elemeit felismertük, s azokhoz funkciót is rendeltünk, akkor az egyes elemeket, szószerkezeteket helyezzük el a mondat egészében. Ez természetesen sokkal könnyebb a rövid mondatok esetében. A könnyebb megértést segítheti még az egyenes szórend is. Később a gyenge olvasóknak – de olykor a jobbaknak is – gondot okozhatnak az aszimmetrikus, a megszakításos szerkezetű (az alany vagy az állítmány tartománya nem összefüggő, meg van szakítva), a hiányos szerkezetű és a bonyolult bővítményeket tartalmazó mondatok. Gyakorlott olvasóknál ez nem akkora gond, hiszen a beszélő, adott esetben az olvasó, maga is beszélő, tehát ő is ugyanolyan stratégiákat használ, mint a szöveg írója vagy az a személy, akit hallgat. Ennélfogva lehetséges, hogy például az alanyváltozások sorozatának azonosítása, a közbeékelések vagy a váratlan bővítmények nem jelentenek nehézséget a hallgatónak.